# Blair Imani
Blair Imani (nascuda amb el nom de Blair Elizabeth Brown, 31 d'octubre de 1993)  és un autor, historiador i educador nord-americà. S'identifica com queer, negra, bisexual i musulmana. Des del 2020 és coneguda per crear i allotjar la sèrie web viral Smarter in Seconds. En anys anteriors, va guanyar popularitat després de la seva implicació amb el moviment Black Lives Matter i la seva detenció il·legal mentre protestava pel tiroteig d'Alton Sterling. També va participar en la protesta de l'Ordre executiva 13769.

## Educació i carrera
Imani va créixer a San Marino, Califòrnia, i es va graduar a San Marino High School el 2012. Es va graduar a la Louisiana State University (LSU) amb una llicenciatura en història el 2015.
El 2014, durant la seva estada a LSU, Imani va fundar una organització anomenada Equality for HER (Recursos d'Educació per a la Salut). Equality for HER és una organització sense ànim de lucre que ofereix recursos i un fòrum perquè dones i persones no binàries se sentin empoderades. L'any 2016, va treballar com a cap de premsa per al Fons d'Acció per a Planned Parenthood. També va treballar com a cap d'acció i campanya cívica a DoSomething, una empresa tecnològica per als joves i el canvi social.
Imani és l'autor de Modern HERstory: Stories of Women and Nonbinary People Rewriting History, publicat per Ten Speed Press el 16 d'octubre de 2018. El llibre està il·lustrat per Monique Le i "destaca 70 persones de color ignorades, i que ella considera importants, persones queer, persones trans, persones amb discapacitat i més que estan canviant el món en aquest mateix moment".
També és autora del llibre d'història il·lustrat Making Our Way Home: The Great Migration and the Black American Dream, publicat el gener de 2020. Està il·lustrat per Rachelle Baker i ensenya sobre la Gran Migració, la història dels negres i "com apareixen els privilegis en la manera en què fins i tot representem històries negres".
El setembre de 2020, Imani va llançar "Smarter In Seconds", una sèrie de vídeos informatius a Instagram Reels i TikTok sobre temes com el consentiment, la discriminació i la protecció del medi ambient.

## Activisme a Baton Rouge

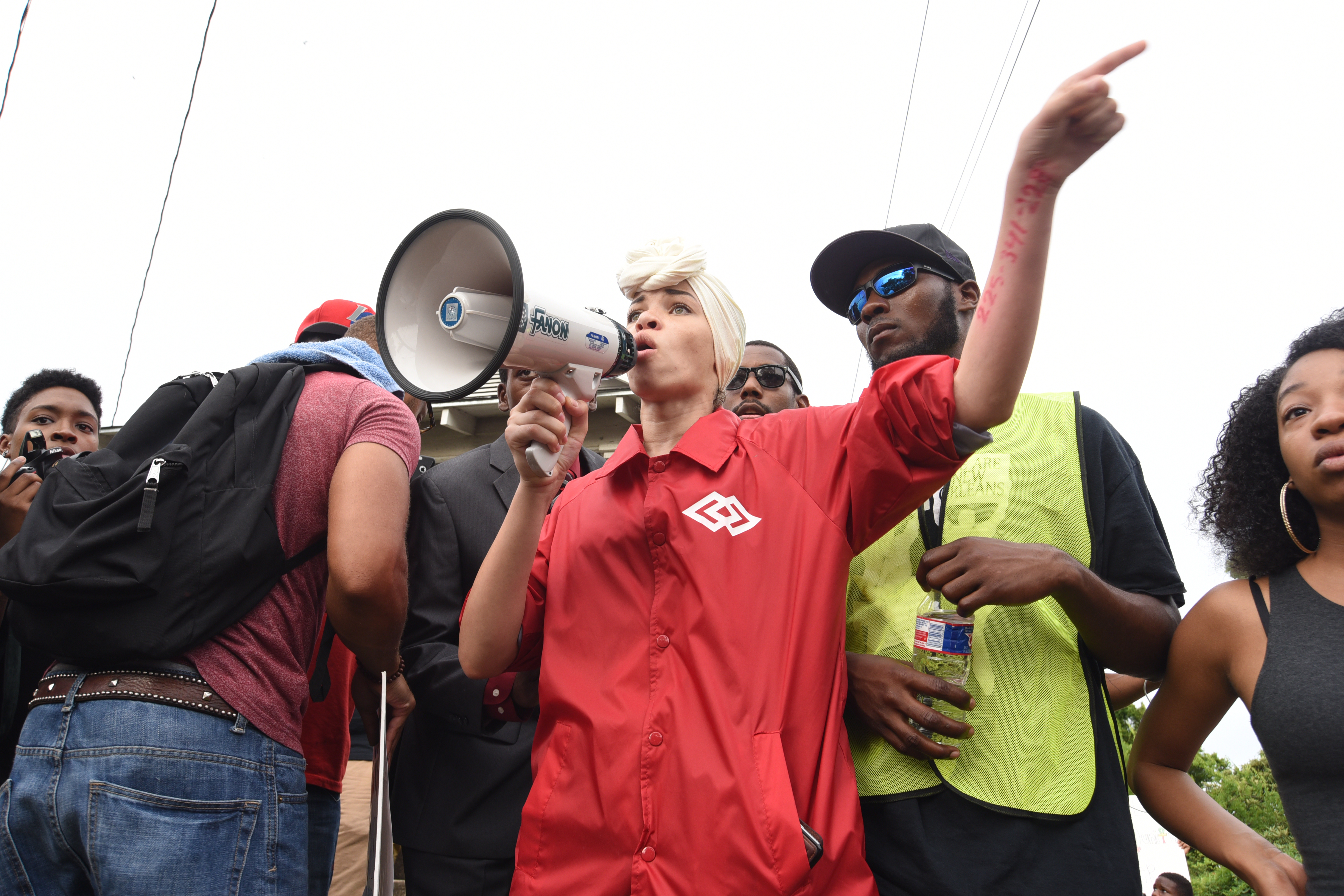
Blair Imani a la manifestació de Baton Rouge en protesta pel tiroteig policial d'Alton Sterling.

El 10 de juliol de 2016, arran de l'afusellament d'Alton Sterling, Imani va participar en una protesta a Baton Rouge, Louisiana. Mentre protestaven, ella i la seva parella Akeem Muhammad van ser arrestats. En una entrevista a The Intercept, Imani va detallar la seva trobada amb els oficials SWAT de Baton Rouge. Va afirmar que va ser trepitjada i amenaçada verbalment. Va ser fotografiada cridant mentre era enduta pels oficials de les forces especials.
Mentre estava detinguda, al·legà que un agent va ordenar: "Dóna-li-ho realment" i que un altre agent li va treure el hijab.
Menys d'una setmana després de la seva detenció, Imani va ajudar a organitzar una vetlla amb l'Associació de Cossos d'Estudiants de la Universitat Estatal de Louisiana en resposta i en honor a l'assassinat de tres agents de policia de Baton Rouge. En un article a The Advocate, va dir: "Tota la violència és incorrecta" i que està en contra de tota brutalitat, inclosa la violència contra els agents de policia.

## Vida personal
Imani es va convertir del cristianisme a l'islam el 2015. Durant les protestes de Black Lives Matter després del tiroteig de Chapel Hill del 2015, Imani va decidir contactar amb les mesquites properes per lluitar tant per les vides negres com pels drets i la seguretat dels musulmans a Amèrica, cosa que finalment va portar a la seva conversió. Va declarar que llegiria l'Alcorà que va ajudar a millorar la seva connexió amb Déu.
Va canviar el seu cognom per Imani i va explicar que "Imani significa 'la meva fe' i és un dels dies de Kwanzaa, també és una paraula suahili i una paraula àrab, i vaig sentir com si encapsulés el meu viatge cap a l'Islam". Un any després de convertir-se, va començar a portar el hijab, però va deixar de portar-lo breument després de les eleccions presidencials de 2016 com a precaució per la seva pròpia seguretat.
Imani va declarar-se com a queer el juny de 2017 mentre feia una aparició a Tucker Carlson Tonight. Durant el programa, va parlar de la lluita per les comunitats, una de les quals era la comunitat LGBTQ, quan va ser interrompuda. L'amfitrió, Tucker Carlson, va declarar: "No esteu aquí per parlar en nom d'aquestes comunitats". Blair va respondre: "Bé, Tucker Carlson, a més de ser una dona musulmana, sóc una persona negra i queer". L'anunci va rebre reaccions positives i negatives després, incloses amenaces de mort i paraules d'ànim. Després d'aquelles declaracions, va dir que va rebre el suport "de musulmans queer i joves de tot el món" i que va trobar consol en la representació de musulmans LGBT a The Bold Type.

## Obres
| Any  | Títol                                                                    | Editor                          | ISBN | Notes |
| ---- | ------------------------------------------------------------------------ | ------------------------------- | ---- | --- |
| 2018 | Modern HERstory: Stories of Women and Nonbinary People Rewriting History | Ten Speed Press                 |      | Il·lustració de Monique Le. Aquest llibre "destaca 70 persones de color ignorades però importants, persones queer, persones trans, persones amb discapacitat i més que estan canviant el món en aquest mateix moment".            |
| 2020 | Making Our Way Home: The Great Migration and the Black American Dream    | Random House                    |      | Llibre d'història il·lustrat. Il·lustració de Rachelle Baker. Aquest llibre ensenya sobre la Gran Migració, la història dels negres i "com apareixen els privilegis en la manera en què fins i tot representem històries negres". |
| 2021 | Read This to Get Smarter about Race, Class, Gender, Disability & More    | Potter/Ten Speed/Harmony/Rodale |      | Aquest llibre "ajuda els lectors a estar informats, compassius i conscients socialment mitjançant discussions sobre raça, gènere i orientació sexual a la discapacitat, classe i més enllà".                                      |